# Litsea dilleniifolia
Litsea dilleniifolia är en lagerväxtart som beskrevs av P.Y. Pai & P.H. Huang. Litsea dilleniifolia ingår i släktet Litsea och familjen lagerväxter. Inga underarter finns listade i Catalogue of Life.